# Colobothea socia
Colobothea socia là một loài bọ cánh cứng trong họ Cerambycidae.